# Велике Касаргульське
Велике Касаргу́льське (рос. Большое Касаргульское) — село у складі Катайського району Курганської області, Росія. Адміністративний центр Великокасаргульської сільської ради.
Населення — 186 осіб (2010, 299 у 2002).
Національний склад станом на 2002 рік: росіяни — 79 %.